# Lúcio Costa
Lúcio Costa (n. 27 februarie 1902, Toulon, Franța – d. 13 iunie 1998, Rio de Janeiro) a fost un arhitect și planificator urban brazilian.  
Unul dintre cei mai timpurii și importanți arhitecți moderniști ai Braziliei, Lucio Costa a devenit faimos pentru cariera sa deosebit de lungă în care a construit puțin, a scris mult și a devenit implicat într-un număr de controverse de profil ridicat.

## Brasilia
Lúcio Costa este cel mai bine cunoscut pentru planificarea urbană a noii capitale a Braziliei, Brasília, poziție pe care a câștigat-o în cadrul unui concurs public din anul 1957. În calitate de arhitect planificator al Brasiliei, un oraș răsărit din "nimic", după o idee lansată de mai mulți și susținută inclusiv de președintele brazilian Juscelino Kubitschek, Costa a colaborat strâns cu un alt celebru arhitect brazilian, Oscar Niemeyer, de care l-a legat și o prietenie de lungă durată.
1. ↑  Czech National Authority Database, accesat în 1 martie 2022